# Danou
Danou is een gemeente (commune) in de regio Sikasso in Mali. De gemeente telt 13.500 inwoners (2009).